# Cold Spring Harbor Laboratory
Cold Spring Harbor Laboratory (CSHL) – prywatna instytucja badawcza i edukacyjna non-profit, prowadząca badania na polu nowotworów, neurobiologii, genetyki roślin, genomiki i bioinformatyki. Siedziba mieści się w hrabstwie Nassau w stanie Nowy Jork.
Laboratorium zostało założone w 1890 roku przy Brooklyn Institute of Arts and Sciences i było jedną z pierwszych na świecie instytucji badawczych w dziedzinie genetyki. Przez te lata w laboratorium pracowało ośmiu laureatów nagrody Nobla.
Miejsce wielu odkryć, m.in. ruchomych elementów genomu (później nazwanych transpozonami) dokonanego przez Barbarę McClintock oraz eksperymentu A. Hersheya i M. Chase.
Od 1968 roku dyrektorem, następnie w latach 1994–2003 prezydentem, a ostatecznie do wymuszonej emerytury w 2007 roku kanclerzem CSHL był inny noblista, współautor modelu budowy przestrzennej podwójnej helisy DNA, James Watson. To w CSHL podczas sympozjum na temat wirusów pracujący wówczas w Laboratorium Cavendisha Watson po raz pierwszy omawiał publicznie swój artykuł z tym odkryciem.
Od założenia Laboratorium prowadzi działalność edukacyjną, m.in. poprzez założoną w 1999 roku Watson School of Biological Sciences.